# 白水江站
白水江站，位于中华人民共和国陕西省汉中市略阳县白水江镇，是宝成铁路上的火车站，建于1956年，由中国铁路西安局集团管辖。

## 歷史
- 建于1956年。

## 車站周邊
- 略阳县农村信用合作联社白水江信用社
- 嘉陵江

## 外部連結
- 中国铁路客户服务中心 （页面存档备份，存于）